# 炮梁乡
炮梁乡，是中华人民共和国河北省张家口赤城县下辖的一个乡镇级行政单位。

## 行政区划
炮梁乡下辖以下地区：
炮梁村、大岭堡村、韩庄村、伙房村、黄艾沟村、雀沟村、于家沟村、郝家沟村、宋家窑村、石垛口村、后沟村、小张家口村、西水沟村、北沟村、金家庄村、西沟窑村和砖楼村。